# Monoclea
Monoclea là một chi rêu trong họ Monocleaceae.